# タモリの突撃ナマ放送
『タモリの突撃ナマ放送』（たもりのとつげきなまほうそう）は、東京12チャンネル（現・テレビ東京）で1980年10月5日から1981年6月28日まで毎週日曜日の12:00 - 12:55（JST）に生放送されていたバラエティ番組である。司会を務めていたタモリの冠番組である。

## 概要
収録スタジオは、東京12チャンネルの本社ではなく、新宿駅東口にあるスタジオアルタ（以下アルタ）で、司会のタモリにとっては後に帯長寿バラエティ番組となる『森田一義アワー 笑っていいとも!』（フジテレビ系列）の放送開始前にアルタで行った公開生放送バラエティ番組となった。
アルタは当時、平日には『笑ってる場合ですよ!』（フジテレビ系列）を、日曜日にはこの番組を放送する形を取っていた。
日曜日お昼の番組であるが、番組の主なコーナーや企画にSMショーやノーパン喫茶などの性風俗を取り上げることもあった。司会のタモリのほかに、レギュラーとして中原理恵、所ジョージ、久保田篤ほか。主なゲストは松田聖子、ピンク・レディーなどが出演をしていた。中原とは後年、『ミュージックステーション』（テレビ朝日系列）のMCとして、所と久保田は『いいとも!』で共演している（所は水曜レギュラー、久保田は初代いいとも青年隊。）。

## 出演者

### 司会
- タモリ[1]

### レギュラー
- 中原理恵
- 所ジョージ

ほか

### アシスタント
- 久保田篤

### ゲスト
- 松田聖子
- ピンク・レディー

ほか

## スタッフ
- 技術協力：スタジオアルタ
- 制作協力：田辺エージェンシー
- 製作著作：東京12チャンネル